# Paz Azzati Cutanda
Paz Azzati Cutanda (Valencia, 27 de junio de 1917 - 12 de agosto de 1995) fue una política valenciana, que militó en el Partido Comunista de España (PCE).

## Trayectoria
Era hija del periodista Félix Azzati Descalci y de Esperanza Cutanda. Paz estaba estudiando comercio cuando comenzó la Guerra civil . Era autodidacta como sus hermanos. Con ellos, Renau, Néstor, Octavio, Arnaldo y Magda creció en un ambiente de estudio. Ingresó en el PCE a finales de 1936. Se casó con el emigrante italiano Andrea Familiari, que había escapado de la Italia de Mussolini y había venido a Valencia donde fue periodista y director del periódico Verdad. Durante la guerra, Azzati residió en Valencia. Allí tuvo contacto con la Asociación de Mujeres Antifascistas (AMA) y se involucró con el partido comunista.
Al acabar la guerra marchó a Alicante pero no pudo huir. Fue encerrada junto a cientos de mujeres en un cine y, después, traslada al campo de los Almendros. Tras un mes, fue liberada pero no se atrevió a volver a Valencia y fue a Madrid con nombre falso y trabajó en el servicio doméstico y limpiando escaleras, sin perder el contacto con el PCE. Fue detenida y trasladada a la cárcel de Ventas. Allí conoció a Matilde Landa y colaboró con ella en su trabajo a favor de las penadas. Tras cumplir condena fue puesta en libertad pero implicada de nuevo en la clandestinidad con el PCE, fue detenida y condenada a treinta años. Fue encausada por delito de comunismo por el Tribunal Especial para la represión de la masonería y el Comunismo.
Su marido, que había conseguido huir de España, marchó a la URSS. Allí entró a trabajar en Radio Moscú en la sección italiana.  Al acabar la Segunda Guerra Mundial hizo valer su condición de italiano y pidió la repatriación a una Italia liberada y democrática. Lo logró en el verano de 1947. Desde allí, consiguió que Azzati fuera deportada a Italia, con la promesa formal de no volver nunca más a España. Concedida la deportación en julio de 1948, no salió de la cárcel hasta septiembre, para embarcar hasta Roma. Ese mismo año había redactado junto a otras cuatro presas comunistas una carta a los camaradas del exterior pidiéndoles ayuda por la miseria y el abandono en que vivían en la Prisión Central de Segovia. El escrito fue firmado por Carmen Machado y Emilia Recio, con 30 años de condena; Felisa Arranz y Paquita Molina, con 20 años de condena y ella con 8 años.
Durante su estancia en Roma y gestionaba la libertad de su mujer, Familiari redactó artículos para periódicos y escribió un libro sobre la Unión Soviética con el seudónimo de Ettore Vanni, titulado: Lo comunista en Rusia, Roma, 1950. Su obra fue considerada un ataque a la URSS y al mismo comunismo, por lo que tuvieron que irse a México durante un tiempo.
Azzati regresó a España en 1971, cuando todavía vivía Franco, un año después de que muriera su marido. En 1981 pudo volver a Valencia gracias a las gestiones de su cuñada Alejandra Soler, esposa de Arnaldo Azzati.
En 1978 se le nombró funcionario del Cuerpo General Administrativo de la Administración Civil del Estado, como funcionaria procedente del extinguido Cuerpo de Auxiliares de los Servicios Hidráulicos, reconociendo su labor durante la guerra civil.
Murió en Valencia en 1995.

## Memoria histórica
El testimonio de Paz Azzati Cutanda constituye el capítulo 5.º del libro segundo, Cárcel de mujeres, Ventas, Segovia, Les Corts y Mujeres de la resistencia de los tres libros de Tomasa Cuevas publicados juntos bajo el título: Testimonios de mujeres en las cárceles franquistas en 2004.